# Јемен на Светском првенству у атлетици на отвореном 2023.
Јемен је учествовао на 19. Светском првенству у атлетици на отвореном 2023. одржаном у Будимпешти од 19. до 27. августа четрнаести пут. Репрезентацију Јемена представљао је један атлетичар који се такмичио у трци на 200 метара.,
На овом првенству такмичар Јемена није освојио ниједну медаљу али је оборио лични рекорд.

## Учесници
Мушкарци: 
- Абдулах Мохамед Ал Јари — 800 м

## Резултати

### Мушкарци
| Атлетичар               | Дисциплина | Лични рекорд | Квалификације | Квалификације | Полуфинале           | Полуфинале           | Финале               | Финале       | Детаљи |
| Атлетичар               | Дисциплина | Лични рекорд | Резултат      | Место         | Резултат             | Место                | Резултат             | Место        | Детаљи |
| ----------------------- | ---------- | ------------ | ------------- | ------------- | -------------------- | -------------------- | -------------------- | ------------ | ------ |
| Абдулах Мохамед Ал Јари | 800 м      | 1:48,45      | 1:47,98 ЛР    | 8. у гр. 7    | Није се квалификовао | Није се квалификовао | Није се квалификовао | 42 / 60 (61) |        |